# Cheramus batei
Cheramus batei är en kräftdjursart som först beskrevs av Lancelot Alexander Borradaile 1903.  Cheramus batei ingår i släktet Cheramus och familjen Callianassidae. Inga underarter finns listade i Catalogue of Life.